# Chợ Chatuchak
Chatuchak (tiếng Thái: จตุจักร, phiên âm: Cha-tu-chác, nghĩa là: Chợ cuối tuần) ở Bangkok là chợ lớn nhất Thái Lan. Thường xuyên được gọi là JJ, nó rộng tới 1,13 km² và có thể sắp xếp 15.000 quầy. Người ta ước tính rằng chợ đón khoảng từ 200.000 đến 300.000 lượt khách mỗi ngày. Hầu hết các quầy chỉ mở cửa vào ngày thứ Bảy và Chủ nhật nên gọi là chợ cuối tuần.
Chợ cung cấp nhiều loại sản phẩm bao gồm đồ gia dụng, quần áo, thủ công mỹ nghệ Thái Lan, đồ dùng tôn giáo, thủ công, sưu tầm, thực phẩm, và gia súc còn sống.

## Lịch sử
Chatuchak là chợ được xây dựng theo lệnh của Nguyên soái và là thủ tướng Thái Lan từ năm (1938-1944 và 1948-1957) Plaek Phibulsongkram, người có ý định thiết lập ở mỗi thị trấn một chợ nhằm tăng cường sức mua và bán của người dân. Kết quả là một ngôi chợ được xây dựng tại Sanam Luang – là một chợ và là một thị trường ở Bangkok. Tám năm sau, chợ và là thị trường chính của Bangkok được chuyển về Saranrom Palace. Sau đó, nó đã được chuyển lại cho Sanam Chai. Nhưng vì không gian hạn chế, nó đã được chuyển lại cho Sanam Luang. Trong cùng một năm, Chính phủ ban hành quyết định cho Sanam Luang vào một công viên công cộng cho các công dân của Bangkok và là địa điểm tổ chức kỷ niệm 200 năm-kỷ niệm của Bangkok, mà sẽ được tổ chức vào năm 1982. Chợ lại được chuyển về Phahonyothin và sau đó nó được gọi là chợ Chatuchak và công viên Chatuchak dưới cùng một tên.

## Vị trí
Chợ Chatuchak kề bên ga tàu điện ngầm Kamphaengphet của Bangkok, hoặc khoảng 5 phút đi bộ từ ga Mo Chit (หมอชิต) (BTS) và công viên Chatuchak ở nhà ga điện ngầm.

## Mô tả
Chợ thật sự có một sức hấp dẫn đặc biệt, không chỉ với phụ nữ mà với cả đàn ông, từ trẻ em tới người già, khách du lịch trong hay ngoài nước, khi đến Bangkok và có dự tính đi shopping, thế nào cũng được giới thiệu tới Chatuchak.
Ở đây có đủ thượng vàng hạ cám các loại hàng hóa, từ rắn sống, gà sống đến hoa cỏ, cây cối, trái cây tươi roi rói, từ các gian hàng thủ công mỹ nghệ đến các đồ mỹ phẩm tiêu dùng, đồ điện tử.. Và đặc biệt phong phú nhất, la liệt nhất, đó chính là quần áo, giày dép và các loại hàng dệt may khác. Chatuchak đúng là một "nhà kho" khổng lồ của hàng dệt may, đa dạng về chủng loại, rực rỡ về sắc màu và cực kỳ ấn tượng về giá cả.
Chợ có nhiều cách khuyến mãi bán hàng để hấp dẫn người mua, giá rẻ giật mình, mua hàng nhiều được giảm giá hoặc tặng quà… Người xem có quyền xem thoải mái, mặc cả cũng tùy ý, người bán vẫn luôn tươi cười, dù được giá hay không vẫn luôn giữ thái độ thân thiện.

## Quy định nghiêm ngặt của chợ
Từ đầu tháng sáu (2008) chính quyền chợ đã quy định ban ngày không hút thuốc cho cả chợ. Hành vi vi phạm sẽ bị phạt 2000 Baht.  Lưu trữ ngày 30 tháng 8 năm 2011 tại Wayback Machine

## Điểm tham quan khác
- JJ Mall
- Công viên Chatuchak
- Bảo tàng trẻ em
- Bảo tàng Train
- Chatuchak Plaza
- Jatujak Day & Night

## Giờ mở cửa
Giờ: 08:00 - 18:00 vào những ngày cuối tuần và thứ Sáu (người bán ban ngày). Hiện nay, vì nhu cầu cửa hàng đang mở các ngày Thứ Tư và thứ năm từ 07:00 - 18:00.

## Tham quan
Có nhiều cách để tới chợ Chatuchak từ bất cứ nơi nào của thủ đô Bangkok, vô cùng thuận tiện với chi phí rất rẻ như xe buýt (loại có điều hòa gồm các tuyến số 502, 503, 509, 510, 512, 513), buýt thường tuyến số 77, tuktuk, taxi, xe ôm…
Tuy nhiên, 2 cách phổ biến và được ưa chuộng hơn cả vì mức độ thuận lợi, nhanh chóng, tiện nghi và giá cả đó chính là di chuyển bằng tàu điện ngầm Metro hoặc tàu điện trên không (gọi là Skytrain hoặc BTS). Nếu đi tàu điện ngầm nên chọn mua vé tới ga Chatuchak Park, vừa bước ra khỏi khu vực ga là gặp ngay chợ Chatuchak ở phía bên kia đường. Nếu đi Skytrain (BTS) thì chọn ga cuối cùng là ga Mochit, theo lối chỉ dẫn xuống cầu thang, đi dọc công viên Chatuchak chừng vài phút là tới chợ.
Chợ là chợ sỉ, cho nên đây là ngôi chợ bỏ mối hàng hóa. Chợ quá rộng, để tham quan hết chợ, du khách phải mất 3 ngày mới tham quan hết.

## Ảnh

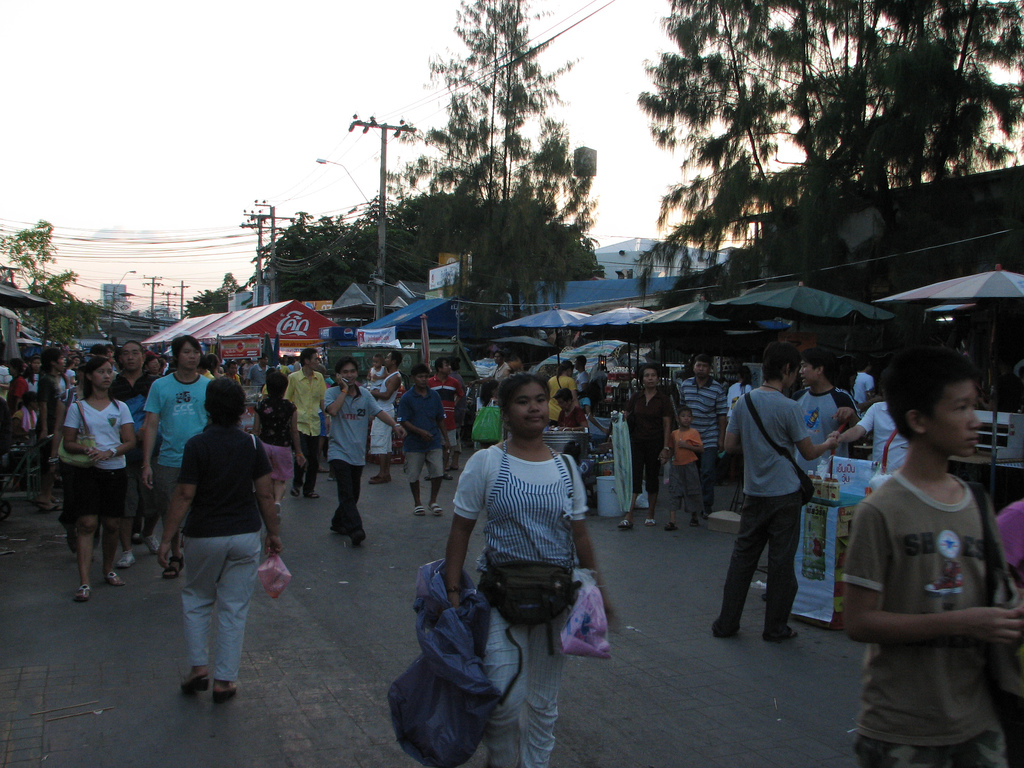
Hàng ngày có đến 20.000-30.000 người đến với chợ này.
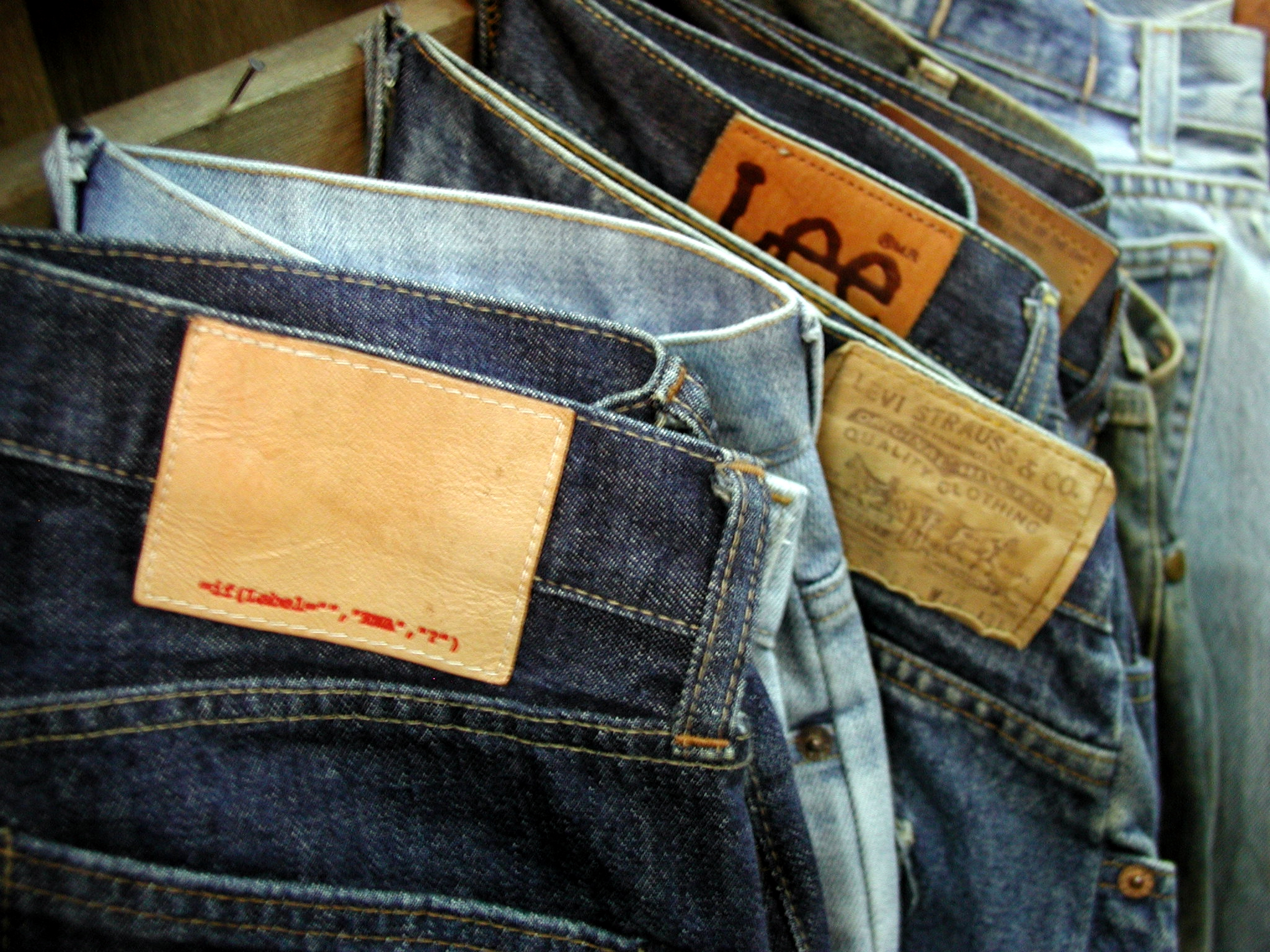
Quần áo may sẵn
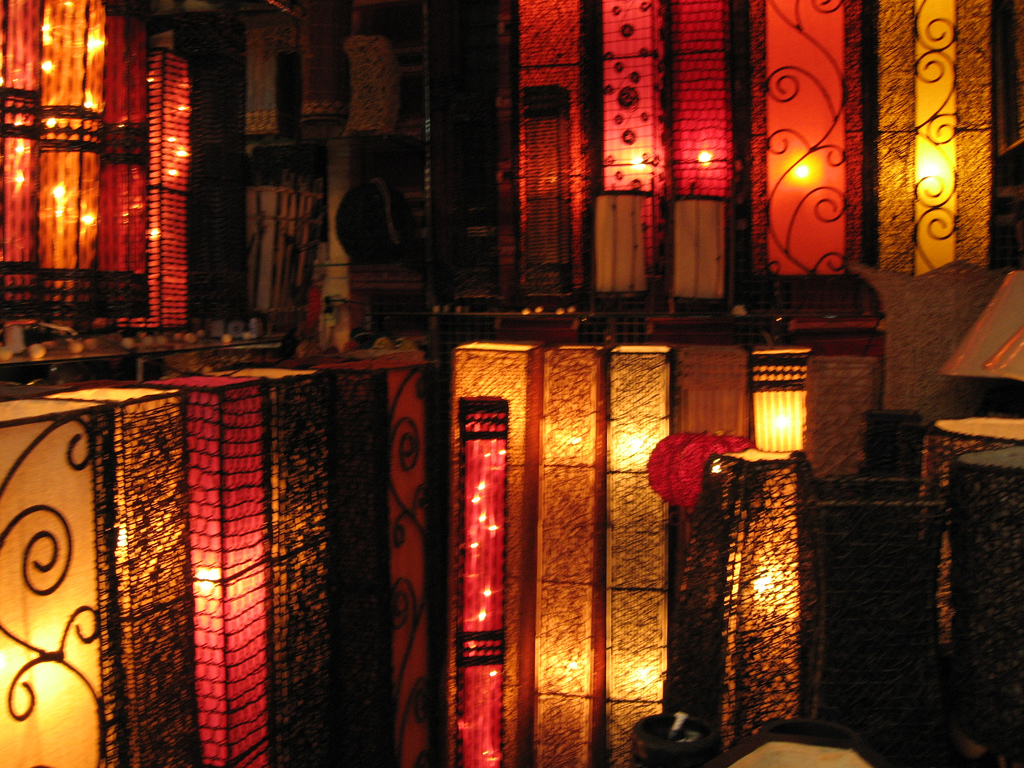
Tại chợ, có tất cả, từ thượng vàng......
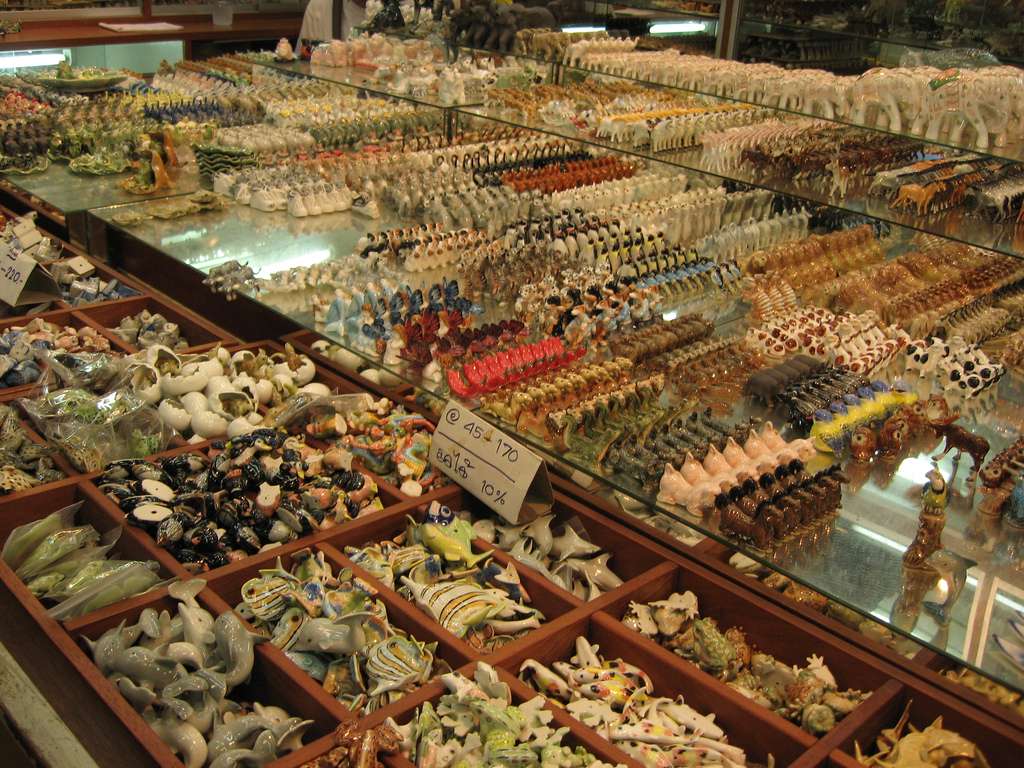
đến hạ cám.
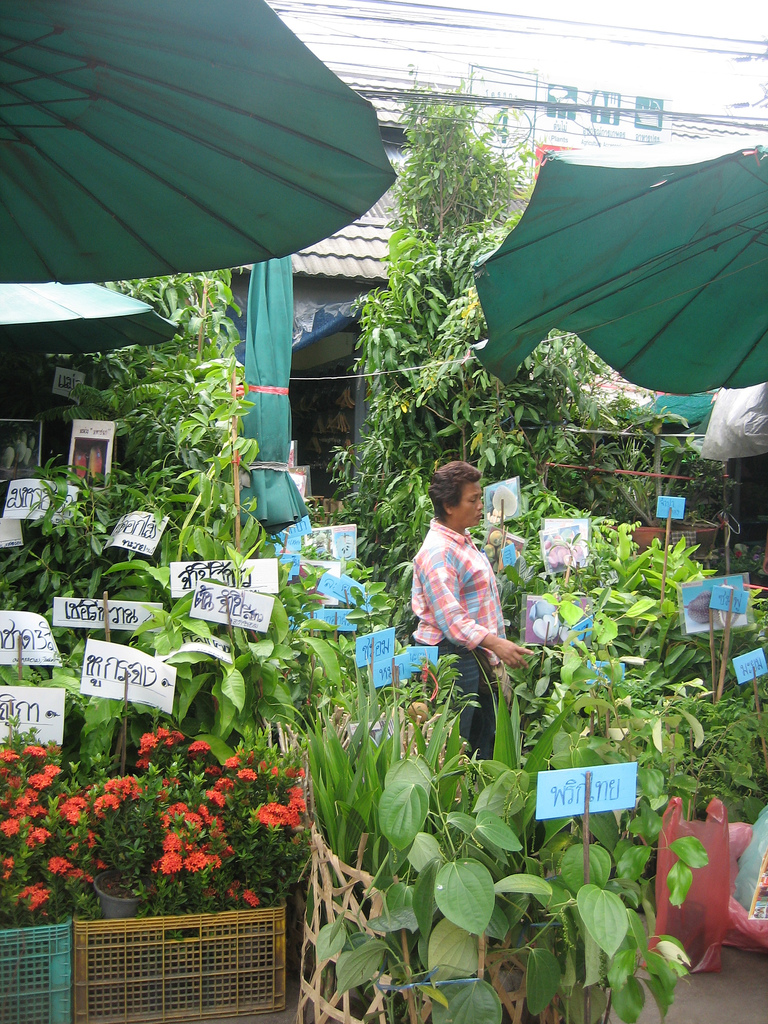
Có cả chợ hoa

## Sách tham khảo
- Ts. Đỗ Quốc Thông, Giáo trình địa lý du lịch thế giới -
- Trần Vĩnh Bảo – Thái Lan –  Một vòng các nước  – Nhà xuất bản Văn hóa Thông tin.